# Camellia parviflora
Camellia parviflora là một loài thực vật có hoa trong họ Theaceae. Loài này được Merr. & Chun ex Sealy mô tả khoa học đầu tiên năm 1958.